# Tertry
Tertry es una comuna francesa situada en el departamento de Somme, en la región de Alta Francia.

## Demografía
| 173 | 174 | 129 | 157 | 185 | 186 | 184 | 145 |
| Para los censos de 1962 a 1999 la población legal corresponde a la población sin duplicidades (Fuente: INSEE [Consultar]) |     |     |     |     |     |     |     |